# Salvatore Giuliano (pel·lícula)
Salvatore Giuliano és una pel·lícula italiana dirigida per Francesco Rosi estrenada el 1962. Ha estat doblada al català.

## Argument
Juliol de 1950. El cadàver del bandit sicilià Salvatore Giuliano és descobert a la cort d'una casa de Castelvetrano. Un comissari hi aixeca una breu diligència de comprovació, els periodistes recullen algunes informacions. Més tard, el seu cos és exposat a Montelepre, el seu municipi natal; la multitud va a vetllar-lo, la seva mare el plora...
A través d'una sèrie d'escenes fragmentades, molt sovint inserides en flash-back, la pel·lícula es proposa d'elucidar el context històric, social i polític en el qual s'inscriu aquest crim: es remunta al compromís independentista de Giuliano el 1945, després assistim sobretot a la matança de l'1 de maig de 1947 en què els homes de Giuliano obren foc sobre manifestants socialistes a Portella delle Ginestre i al llarg procés de Viterbo de 1950 on els interrogatoris convergeixen cap a la persona de Gaspare Pisciotta, tinent de Giuliano, sospitós d'haver-lo traït i haver assassinat.

## Repartiment
Als crèdits
- Salvo Randone: El president de la cort del jurat de Viterbo
- Frank Wolff: Gaspare Pisciotta

No surten als crèdits
- Sennuccio Benelli: Periodista
- Giuseppe Calandra: Oficial carabiners
- Pietro Cammarata: Salvatore Giuliano
- Max Cartier: Francesco
- Nando Cicero: Bandit
- Pietro Franzone: Declamador de la poesia separatista
- Giuseppe Teti: Jove pastor
- Cosimo Torino: Frank Mannino
- Ugo Torrente: Bit Part
- Bruno Ukmar: Espion
- Frederico Zardi: Advocat de la defensa de Pisciotta

## Crítica
Segons Michel Sineux 
| « | Salvatore Giuliano funda al mateix temps un mètode, la del pel·lícula-informe, i un gènere, el cinema polític, freqüentment adoptat durant els anys 1960-1970, que coneixerà un desenvolupament excepcional a Itàlia | » |

 i amb el qual Francesco Rosi, col·laborador de Luchino Visconti rodarà La Terra tremola.

Rosi defineix així la seva pel·lícula: 
| « | Un discurs sobre el cadàver de Juli Cesar. | » |

 Altrament, el bandit Giuliano, com a tal, li importa menys que una pintura de Sicília. Adoptant un argument semblant, Rosi es lliura, en realitat, a 
| « | une vasta operació de desmotificació del bandit d'honor, en delimita l'inautenticitat radical (...) | » |

La pel·lícula Salvatore Giuliano  és doncs essencialment una reflexió sobre mecanismes sociològics. No es considera com una investigació minuciosa, exhaustiva i, d'altra banda, molt improbable sobre un fet particular: l'assassinat de Salvatore Giuliano. És per això què, la 
| « | construcció narrativa adoptada per Rosi (...) es justifica plenament, al contrari, per la temptativa de comprensió que intenta el cineasta sobre la base de documents, la reconstitució dels quals és honrada, però al cap i a la fi singularment incompleta. Tots aquests forats, que es nega d'omplir amb suposicions, (...) indiquen clarament que la situació escapa encara als que es proposen d'agafar-la en els seus menors matisos per tal de canviar-la (...) | » |

, constata Freddy Buache

## Francesco Rosi:Salvatore Giulianoo «un discurs sobre el cadàver de Jules César»
A Les Lettres françaises del 4/03/1962, Francesco Rosi declara, efectivament, a propòsit de la seva pel·lícula :
| « | Salvatore Giuliano no és de fet una pel·lícula biogràfica, sinó un discurs sobre el cadàver de Juli César. No es veu gaire l'heroi i només mort en un relat on he tingut cura de trencar sense parar la cronologia. Sense prendre la precaució d'un fons encadenat, passo de 1950 a 1954 o 1944 o 1948, perquè evoco esdeveniments ressonants, i dels quals el públic italià n'ha guardat memòria. El meu verdader tema és un país desgraciat, oprimit, perdut i rebel. No espero ni exaltar, ni aixafar Giuliano. Vull ensenyar que va ser el fruit de la seva terra, de les condicions socials i polítiques dels anys quaranta. | » |

Per tal d'aclarir-ho, el realitzador napolità s'expressa així: 
| « | A partir de fets històrics, de personatges que han viscut realment, intento presentar una certa realitat, però no en els termes d'un documental. (...) El meu cinema no és en absolut un cinema de documentalista, és un cinema documentat. Interpreto la realitat per intentar atènyer un cert tipus de veritat que construeixo a partir de la meva òptica i a través de la meva interpretació de la realitat. (...) | » |

## Premis i nominacions

### Premis
- 1962: Os de Plata a la millor direcció per Francesco Rosi
- 1963: Ruban d'argent per la millor fotografia
- 1963: Ruban d'argent pel millor director
- 1963: Ruban d'argent per la millor música

### Nominacions
- 1962: Os d'Or